# Burgsvik
Burgsvik est une localité du sud de l'île de Gotland en Suède, comptant 338 habitants en 2010.